# Immaculada Moraleda Pérez
Immaculada Moraleda Pérez (Sabadell, 10 de maig de 1969) és una política feminista catalana, membre del Partit dels Socialistes de Catalunya. En l'actualitat és membre de la Comissió Executiva del partit i està al capdavant de la Secretària de Política de les Dones. És diplomada en Gestió i Administració Pública. En 1987 va entrar a formar part de l'Associació de Joves Estudiants de Catalunya. En 1989 va ser fundadora de l'associació Dones Joves i va ser primera secretària de la Joventut Socialista de Catalunya en la Federació de Barcelona.
Des de 1995 ha assumit diferents responsabilitats com a regidora de l'Ajuntament de Barcelona: joventut, dona, usos del temps i regidora de districte en Horta-Guinardó i Sants-Montjuïc. L'any 2000 va liderar des de la Comissió Interdepartamental de la Dona de la Diputació de Barcelona una campanya en la qual van participar una vintena d'ajuntaments, pionera en la lluita contra la violència de gènere i durant tota la seva trajectòria política ha destacat en la defensa de les polítiques d'igualtat.
Al febrer de 2015 es va anunciar que no repetiria en la llista del PSC de Barcelona liderada per Jaume Collboni, vencedor de les primàries. Com a Diputada Provincial ha presidit les àrees d'Igualtat i Ciutadania i de Benestar Social en la Diputació de Barcelona.